# Dobovec pri Ponikvi
Dobovec pri Ponikvi este o localitate din comuna Šentjur, Slovenia, cu o populație de 71 de locuitori.